# Niubitan (köpinghuvudort i Kina, Hunan Sheng, lat 29,01, long 111,86)
Niubitan är en köpinghuvudort i Kina. Den ligger i provinsen Hunan, i den södra delen av landet, omkring 140 kilometer nordväst om provinshuvudstaden Changsha. Antalet invånare är 33 837. Befolkningen består av 16 840 kvinnor och 16 997 män. Barn under 15 år utgör 10,0 %, vuxna 15-64 år 76 %, och äldre över 65 år 12,0 %.
Runt Niubitan är det tätbefolkat, med 297 invånare per kvadratkilometer. Närmaste större samhälle är Changde, 18,2 km väster om Niubitan. Trakten runt Niubitan består till största delen av jordbruksmark.
Genomsnittlig årsnederbörd är 1 808 millimeter. Den regnigaste månaden är maj, med i genomsnitt 302 mm nederbörd, och den torraste är december, med 45 mm nederbörd.